# Катаєв Семен Ісидорович
Катаев Семен Ісидорович — (9 лютого 1904 р., Еліоніка, Російська імперія — 10 липня 1991 р., Москва, Російська Федерація) радянський вчений та винахідник в галузях телебачення та радіоелектроніка, доктор технічних наук (1951), професор (1952), Заслужений діяч науки і техніки (1968).

## Життєпис
Народився 9 лютого 1904 р. у посаді Еліоніка, зараз Стародубський район, Брянська область. Мати — Палажка Олексіївна, донська козачка, батько — Ісидор Петрович, еліонський старообрядець, Через 5 років після народження Семена батьки покинули Еліоніку й переїхали у Сулін Область Війська Донського (зараз м. Красний Сулін Ростовська область). Через деякий час по запрошенню родичів родина перїхала у станицю Великокняжеську (зараз м. Пролетарськ Ростовська область).
Коли йому було 10 років, померла мати. Закінчив церковно-приходську школу. У 1921—1922 р. — навчався на рабфак, потім у Московське вище технічне училище на електротехнічний факультет. Під час навчання в МВТУ придумав підсилювач для усіх частот, організував і очолив електротехнічний гурток, в якому навчався Володимир Котельніков.
У 1929 р. отримав диплом інженера-електрика по радіоспеціальності і став працювати у ВЕІ, де займався дослідженнями під керівництвом свого вчителя — відомого радянського радіофізика Б. А. Введенського. У цьому ж році Катаєв зробив патентну заявку на «Пристрій для електричної телескопії в натуральних кольорах».
24 вересня 1931 р. на 19 днів раніше Володимир Зворикін з його іконоскоп, емігрувавшого в США, подав заявку на патент і 30 квітня 1933 р. отримав Авторське посвідчення СРСР № 29.865. Справа в тому, що ще у 1923 р. Зворикін подав патентну заявку (US2141059 (A) ― 1938-12-20) на телебачення, яке може функціювати за електронним принципом.
У 1931 р. за допомогою своєї ж таки трубки провів передачу першого зображення.
У 1932 р. керував розробкою вакуумної приймальної трубки з магнітним фокусуванням електронного променя.
У 1933 р.вдосконалив іконоскоп. Запатентував перенесення електронного зображення з провідного фотокатода на діелектрик (авторське свідоцтво від 30 вересня 1933 р. з пріоритетом від 20 лютого 1932 р)
У 1936 р на кілька місяців їздив у США по обміну досвідом і там зустрічався зі Зворикіним. Подарував йому свою недавно видану книгу «Електронно-променеві телевізійні трубки» (М. Связьиздат, 1936).
У 1940 р. під редакцією Катаєва вийшла фундаментальна праця «Основи телебачення»
У 1944 р. разом з групою спеціалістів запропонував вперше у світі стандарт телевізійного показу на 625 рядків.
У 1949 р. запропонував використовувати для телепередач Місяць як пасивний ретранслятор.
У 1957 р. запропонував використовувати для передачі ТВ на великі відстані штучні супутники Землі.
У 1939—1981 рр. — працював на основаній ним (спочатку в Інженерно-технічній академії зв'язку ім. В. Н. Подбельского) кафедрі телебачення в Московський електротехнічний інститут зв'язку, зараз кафедра ім. С. І. Катаєва.
1964—1970 рр. — досліджував питання перетворення телевізійних стандартів.
Помер у 1991 р. Похований на Введенське кладовище.

## Нагороди
- Орден Трудового Червоного Прапора
- медалі
- Заслужений діяч науки і техніки РРФСР (1968).

## Праці
Автор понад 200 публікацій та винаходів.
- Катаев С. И. Генераторы импульсов телевизионной развёрстки. — Москва-Ленинград, Госэнэргоиздат, 1951(рос.)